# Djébonouan
Djébonouan  (ou Djébonoua ou N'Djébonoua) est une localité du centre de la Côte d'Ivoire, et appartenant au département de Bouaké, Région de la Vallée du Bandama. 
La ville est située à 15 km au sud de Bouaké.
La localité de Djébonouan est un chef-lieu de commune.